# LOVE 〜抱き合って〜
「LOVE〜抱き合って〜」（ラブ だきあって）は、つんく with 7HOUSEのシングル。

## 解説
フジテレビ系列で1999年4月から6月にかけて放送されたドラマ『セミダブル』の挿入歌。
同ドラマの主題歌として使用された「Love〜since 1999〜」は、つんくと浜崎あゆみによるデュエット曲。
当シングルのカップリングの他、同じく同ドラマの挿入歌（サブテーマ曲）に使われた浜崎のシングル「LOVE〜Destiny〜」にも収録されている。
1999年11月に発売された、つんくのソロ・アルバム『TAKE1』では、モーニング娘。の高橋愛とのデュエット、河野伸の編曲でセルフカバーをしている。
「LOVE〜Destiny〜」、「LOVE〜since 1999〜」、「LOVE〜抱き合って〜」の3曲は、メロディ進行は基本的に同じコンセプトで楽曲制作されている。

## 収録曲
全曲作詞・作曲：つんく
1. LOVE〜抱き合って〜
  - 編曲：松原憲
  - 歌：つんく with 7HOUSE
2. LOVE〜since 1999〜
  - 編曲：小西貴雄
  - 歌：浜崎あゆみ&つんく
3. LOVE〜抱き合って〜（アコースティック）
  - 編曲：鈴木俊介
  - 歌：つんく with 7HOUSE
4. LOVE〜抱き合って〜（Instrumental）
5. LOVE〜since 1999〜（Instrumental）